# Puy-Saint-André
Puy-Saint-André település Franciaországban, Hautes-Alpes megyében. Lakosainak száma 471 fő (2022. január 1.). Puy-Saint-André Briançon, Puy-Saint-Pierre, Saint-Chaffrey, Saint-Martin-de-Queyrières, La Salle-les-Alpes, Villar-Saint-Pancrace és Vallouise-Pelvoux községekkel határos.

## Népesség
A település népességének változása:
| Lakosok száma | 89   | 197  | 287  | 464  | 468  | 466  | 462  | 453  | 459  | 471  |
|               | 1968 | 1982 | 1990 | 2006 | 2013 | 2015 | 2017 | 2019 | 2020 | 2022 |